# مارك كوكس
مارك كوكس (10 مايو 1879 - 1968)  (بالإنجليزية: Mark Cox)‏ هو لاعب كريكت بريطاني (وحمل سابقاً جنسية المملكة المتحدة لبريطانيا العظمى وأيرلندا).